# Torre Lidador

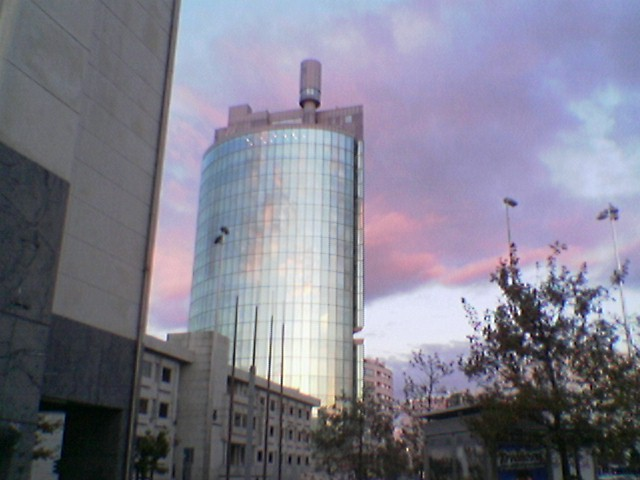
Torre Lidador am Spätnachmittag

Die Torre Lidador ist ein Hochhaus im Zentrum der portugiesischen Kreisstadt Maia.
Es wurde nach Plänen des Architekten António Machado errichtet und am 9. Juni 2001 eingeweiht. Mit einer Höhe von 95 Metern ist es das höchste Gebäude in Portugal außerhalb des Großraums Lissabon.
In dem Gebäude sind Dienststellen der Câmara Municipal von Maia untergebracht.